# Ронкаделе
Ронкаделе (итал. Roncadelle) је насеље у Италији у округу Бреша, региону Ломбардија.
Према процени из 2011. у насељу је живело 8892 становника. Насеље се налази на надморској висини од 120 м.

## Становништво
Према резултатима пописа становништва 2011. у општини је живело 9.265 становника.
| 1931. | 1936. | 1951. | 1961. | 1971. | 1981. | 1991. | 2001. | 2011. |
| ----- | ----- | ----- | ----- | ----- | ----- | ----- | ----- | ----- |
| 2.344 | 2.609 | 3.330 | 3.588 | 4.331 | 5.443 | 7.097 | 7.625 | 9.265 |

## Партнерски градови
- Завидовићи